# Silje Norendal
Silje Norendal (Kongsberg, 1º settembre 1993) è un'ex snowboarder norvegese.

## Biografia
Silje Norendal ha esordito in Coppa del Mondo nel febbraio 2009 a Cypress Mountain, in Canada.
Ha partecipato a due edizioni delle Olimpiadi, Soči 2014 (11ª nello slopestyle) e Pyeongchang 2018 (4ª nello slopestyle e 6ª nel big air), e a due dei Campionati mondiali vincendo complessivamente due medaglie.

## Palmarès

### Mondiali
- 2 medaglie:
  - 1 argento (slopestyle a Park City 2019)
  - 1 bronzo (big air a Sierra Nevada 2017)

### Winter X Games
- 5 medaglie:
  - 4 ori (slopestyle Tignes 2013; slopestyle ad Aspen 2014; slopestyle Aspen 2015; slopestyle ad Hafjell 2017)
  - 1 argento (slopestyle a Tignes 2011)

### Coppa del Mondo
- Miglior piazzamento nella Coppa del Mondo generale di freestyle: 6ª nel 2018
- Miglior piazzamento nella Coppa del Mondo di slopestyle: 4ª nel 2018 e nel 2019
- Miglior piazzamento nella Coppa del Mondo di big air: 6ª nel 2018
- Miglior piazzamento nella Coppa del Mondo di halfpipe: 71ª nel 2009
- 7 podi:
  - 1 vittoria
  - 2 secondi posti
  - 4 terzi posti

#### Coppa del Mondo - vittorie
| Data            | Luogo | Paese    | Disciplina |
| --------------- | ----- | -------- | ---------- |
| 18 gennaio 2019 | Laax  | Svizzera | SBS        |

Legenda:

SBS = Slopestyle